# Miranda Sings

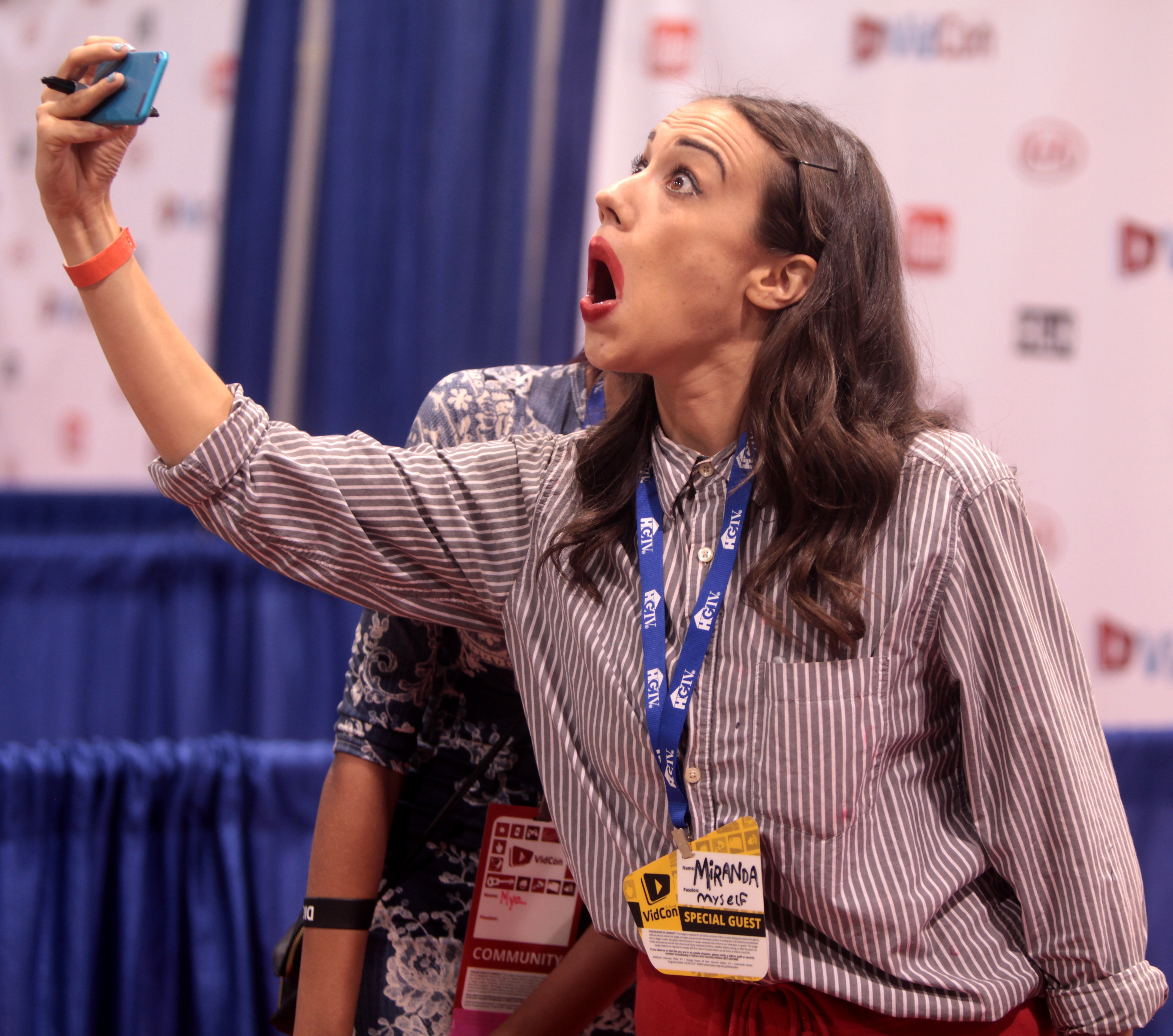
"Miranda Sings" tại VidCon năm 2014

Miranda Sings là một youtuber, một nhân vật mạng hư cấu do nữ diễn viên, nghệ sĩ hài Colleen Ballinger người Mỹ sáng tạo ra từ năm 2008. Ballinger đóng vai Miranda và đăng các video lên mạng trực tuyến YouTube.
Miranda Sings được biết đến là một cô gái với chất giọng ngọng, có những hành động làm quá một cách châm biếm. Video của Miranda thường tập trung vào các nội dung như vlog nhật kí, hát cover lại các ca khúc, dạy nhảy hoặc cập nhật các trào lưu mới trên internet.